# Життя коротке, мистецтво вічне
Мисте́цтво ві́чне, життя ́коро́тке — відомий афоризм, перекладений українською мовою із латинського ars longa, vita brevis (est).
Названий крилатий вислів у скороченому варіанті зустрічається вперше в одному із «Діалогів» давньоримського філософа Луція Аннея Сенеки «De brevitate vitae».
Проте, автором цієї сентенції був видатний давньогрецький лікар, якого традиційно називають «батьком медицини», Гіппократ із острова Кос (Aphorismi 1, 1)): ὁ βίος βραχὺς, ἡ δὲ τέχνη μακρὴ, ὁ δὲ καιρὸς ὀξὺς, ἡ δὲ πεῖρα σφαλερὴ, ἡ δὲ κρίσις χαλεπή (Життя коротке, мистецтво тривке, випадок навальний, досвід облудливий, а судження важке).
Підтвердження сказаному читаємо в одному із творів Л. А. Сенеки, який зауважив, що аналізований вислів належить найбільшому із лікарів:
| Inde illa maximi medicorum exclamatio est: "uitam breuem esse, longam artem". [1] |
Цей вислів можна прочитати мовою оригіналу серед настінних написів у науковій бібліотеці ЛНУ імені Івана Франка.